# Botachos
Botachos (altgriechisch Βώταχος Bṓtachos) ist ein eponymer Heros der griechischen Mythologie.
Botachos ist der Sohn des Iokritos und der Enkel des Lykurgos, nach dem laut Pausanias und Stephanos von Byzanz der Demos Botichidai in Tegea benannt gewesen sein soll.